# Verzorgingsplaats Hayum
Verzorgingsplaats Hayum is een Nederlandse verzorgingsplaats langs de A7 Zaandam-Bad Nieuweschans tussen knooppunt Zurich en afrit 16 ter hoogte van de plaats Wons in de gemeente Súdwest-Fryslân. De verzorgingsplaats dankt haar naam aan een nabijgelegen weg en buurtschap, Hayum. Schuin tegenover de verzorgingsplaats ligt de verzorgingsplaats Wildinghe. Bij de verzorgingsplaats zijn geen voorzieningen aanwezig.
Richting Bad Nieuweschans:
Middelsloot · 
De Koggen · 
Broerdijk · 
Hoge Kwel · 
Monument · 
Breezanddijk · 
Hayum · 
Laerd · 
De Horne · 
De Wâlden · 
Mienscheer · 
Dikke Linde · 
Meedenertol · 
Bunderneuland (D)
Richting Zaandam:
Poort van Groningen · 
Roode Til · 
Veenborg · 
Oude Riet · 
De Vonken · 
Bloksloot · 
Wildinghe · 
Breezanddijk · 
Monument · 
Den Oever · 
De Wierde · 
De Horn · 
Kruisoord